# Södertörns domsaga
Södertörns domsaga var en domsaga i Stockholms län som bildades genom utbrytning ur Danderyds, Sollentuna, Sotholms, Svartlösa, Öknebo, Seminghundra och Vallentuna häraders domsaga (sedan 1870 kallad Södra Roslags domsaga) enligt beslut den 22 juni 1689. Enligt beslutet kallades domsagan Södertörns distrikt, en benämning som sedermera försvann.
Den 1 januari 1959 utbröts landskommunerna Botkyrka och Huddinge ur Södertörns domsaga för att bilda Svartlösa domsaga.
Domsagan låg under Svea hovrätt under hela dess existens.

## Tingslag
Antalet tingslag utgjorde först tre, motsvarande häraderna med samma namn. Från den 25 augusti 1916 (enligt beslut den 29 februari 1916) utgjorde antalet tingslag två, då Svartlösa tingslag och Öknebo tingslag slogs ihop för att bilda Svartlösa och Öknebo tingslag. Den 1 januari 1930 (enligt beslut den 12 april 1929) slogs de två kvarvarande tingslagen ihop för att bilda Södertörns domsagas tingslag.

### Från 1689
- Sotholms tingslag
- Svartlösa tingslag
- Öknebo tingslag

### Från 1916
- Sotholms tingslag
- Svartlösa och Öknebo tingslag

### Från 1930
- Södertörns domsagas tingslag

## Häradshövdingar
| Ämbetstid                                               | Namn                                 |  |
| ------------------------------------------------------- | ------------------------------------ |  |
| (fullmakt 22 juni 1689) 1689-1693                       | Magnus Laurin (adlad Lagerström)     |  |
| (fullmakt 5 april 1693) 1693-1696                       | Tomas Andersén (adlad Blixenstierna) |  |
| (fullmakt 18 april 1696) 1696-1701                      | Gabriel Welt (adlad Stierncrona)     |  |
| (fullmakt 14 mars 1701) 1701-1702                       | Jöns Nordenhielm                     |  |
| (fullmakt 22 januari 1702) 1702-1707                    | Johan Svanström                      |  |
| (fullmakt 19 december 1707) 1707-1710                   | Johan Celsius                        |  |
| (fullmakt 11 januari 1711, konf. 6 juni 1711) 1711-1724 | Erik Ehrenhielm                      |  |
| (fullmakt 11 april 1724) 1724-1746                      | Carl Stierneroos                     |  |
| (ej fullmakt) 1741-1749                                 | Anders Lundborg                      |  |
| (fullmakt 27 juni 1749) 1749-1762                       | Johan Gabriel Anrep                  |  |
| (fullmakt 29 juni 1762) 1762-1774                       | Olof Malmerfelt                      |  |
| (fullmakt 16 december 1774) 1774-1791                   | Carl Johan Ahnger                    |  |
| (fullmakt 9 maj 1791) 1791-1793                         | Anders Björk                         |  |
| (fullmakt 12 mars 1793) 1793-1815                       | Erland Junbeck                       |  |
| (fullmakt 7 november 1815) 1815-1843                    | Axel Magnus Rönqvist                 |  |
| (fullmakt 18 december 1843) 1843-1880                   | Nils Christian Claësson              |  |
| (fullmakt 6 augusti 1880) 1880-1887                     | Hugo Fåhræus                         |  |
| (fullmakt 3 februari 1888) 1888-1910                    | Anders Erik Wilhelm Uppström         |  |
| (fullmakt 19 maj 1911) 1911-1936                        | Einar Per Mauritz Bergelmer          |  |
| (fullmakt 16 oktober 1936) 1936-1954                    | Åke Hartelius                        |  |
| (tillförordnad 1954–1959) 1959–1961                     | Hugo Henkow                          |  |
| 1961–1970                                               | Bo Beskow                            |  |